# Aleksiej Chłobystow

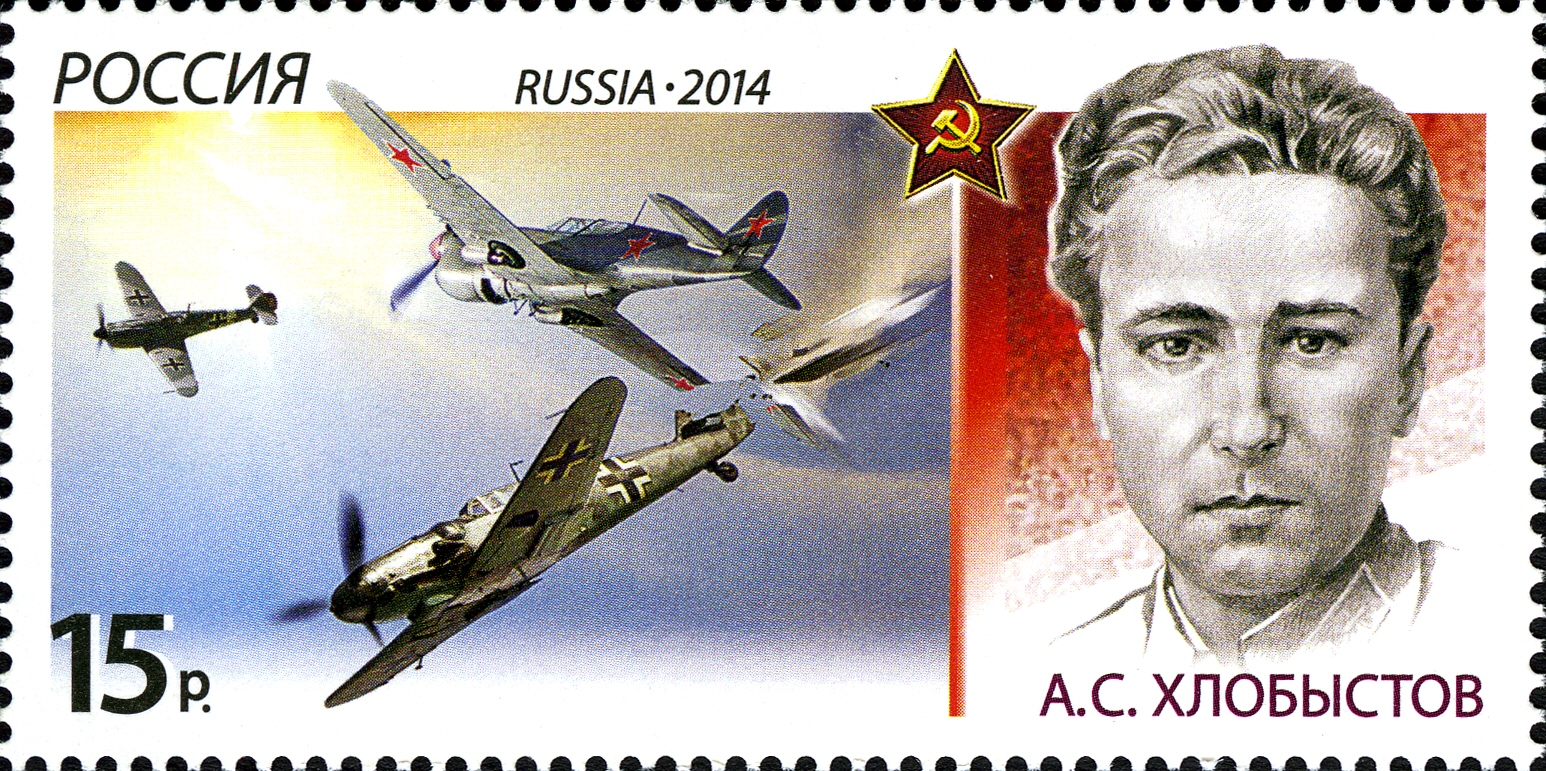
Znaczek pocztowy przedstawiający A. Chłobystowa i jeden z jego taranów powietrznych

Aleksiej Stiepanowicz Chłobystow (ros. Алексей Степанович Хлобыстов; ur. 23 lutego 1918 w Zacharowie, zm. 13 grudnia 1943 koło Zaoziorska) – radziecki wojskowy, kapitan pilot, as myśliwski z okresu II wojny światowej, Bohater Związku Radzieckiego.

## Życiorys
Urodził się wsi Zacharowo w obwodzie riazańskim w rodzinie chłopskiej, gdzie ukończył 7 klasową  szkołę podstawową. W 1934 roku wyjechał do Moskwy, gdzie uzyskał zawód elektryka w Karacharowskich Zakładach Mechanicznych, a następnie pracował jako elektryk w zakładzie doświadczalnym Instytutu Badań Hutnictwa. Jednocześnie był uczniem kursu pilotażu w Aeroklubie Uchtomskim. 
W 1939 roku powołany do wojska i skierowany do 1 Kaczyńskiej Szkoły Pilotów im.  Miasnikiana, którą ukończył w 1941 roku. Następnie rozpoczął służbę w 20 pułku lotnictwa myśliwskiego w Leningradzkim Okręgu Wojskowym.
Po ataku Niemiec na ZSRR, został skierowany do 153 pułku lotnictwa wojskowego, walczącego na Froncie Leningradzkim, latającego na samolotach I-153. Tam też w dniu 28 czerwca 1941 roku uzyskał pierwsze zwycięstwo powietrzne, zestrzeliwując Junkersa Ju-87. Później brał udział w szeregu lotach bojowych, w trakcie których zestrzelił kolejne 3 samoloty wroga. Jesienią 1941 roku w czasie lądowania uszkodzonym samolotem uderzył w drzewo i został ranny. Po czym przebywał przez miesiąc w szpitalu. 
Po wyleczeniu w styczniu 1942 roku skierowany został do 147 pułku lotnictwa myśliwskiego (w kwietniu 1942 roku – pułk został przemianowany na 20 pułk lotnictwa myśliwskiego gwardii), którego zadaniem była obrona Murmańska. Pułk w tym czasie został przezbrojony w amerykańskie samoloty Curtiss P-40. W lutym 1942 roku rozpoczął on loty bojowe w rejonie Murmańska, przeciwko niemieckim wyprawom bombowym, był wtedy dowódcą klucza. 
W dniu 8 kwietnia 1942 roku w rejonie wsi Restikent w grupie 6 samolotów zaatakował niemiecką wyprawę składająca się z 28 samolotów, którym później przybyło jeszcze do pomocy 6 dalszych samolotów. W czasie tej walki powietrznej zestrzelił jeden samolot Junkers Ju-87, a dwa kolejne zniszczył taranując je (Messerschmitt Bf 110 i Messerschmitt Bf 109). Pomimo uszkodzenia swojego samolotu powrócił na lotnisko i wylądował. Za ten czyn został wyróżniony tytułem Bohatera Związku Radzieckiego. Kolejną ważną dla niego walka odbyła się w dniu 14 maja 1942 roku, gdy w czasie walki z wyprawą bombową w rejonie Murmańska, jego samolot zapalił się, skierował go wtedy na niemiecki samolot myśliwski Messerschmitt Bf 110 taranując go, a sam wyskoczył na spadochronie. W czasie tej walki został ciężko ranny.
Po wyleczeniu wrócił do 20 pułku, gdzie został dowódcą eskadry, wykonując dalej loty bojowe. W  dniu 13 grudnia 1943 roku wykonywał lot rozpoznawczy za linią frontu w odległości ok. 20 km od miejscowości Zaoziersk, z którego nie powrócił. Początkowo uznany za zaginionego, a po informacjach żołnierzy z linii frontu, że widzieli w rejonie patrolowanym przez niego spadający samolot, a następnie wybuch, uznano go za zabitego.  
Dopiero w 2009 roku znaleziono miejsce upadku samolotu i znaleziono szczątki jego pilota. W 2013 roku szczątki jego zostały pochowane z honorami wojskowymi na cmentarzu wojennym w miejscowości Murmaszi w obwodzie murmańskim. 
A. Chłobystow w okresie od 21 czerwca 1941 do 13 grudnia 1943 roku, uczestniczył w 335 lotach bojowych, w czasie których zestrzelił 7 samolotów indywidualnie (w tym trzy stosując taran powietrzny) i 24 samoloty w grupie.

## Odznaczenia
- Złota Gwiazda Bohatera Związku Radzieckiego (06.06.1942)[2]
- Order Lenina (06.06.1942)
- Order Czerwonego Sztandaru (22.07.1941[3], 3.06.1942[4]